# Space Rangers (serie de televisión)
Space Rangers es una serie de televisión estadounidense de ciencia ficción de 1993. Fue creada por Pen Densham, estrenada por la CBS y fue cancelada después de solo seis episodios.

## Argumento
Es el año 2104. La humanidad se ha expandido por la galaxia y ha encontrado otras especies alienígenas, las cuales son tratadas con respeto. También se ha establecido así una frontera, que está siendo colonizada, la cual está siendo guardada en el presente de ese tiempo por los Space Rangers, una mezcla entre policías y soldados que tiene su cuartel general en la Tierra. 
Los Space Rangers se encargan de mantener el orden, proteger la frontera de otros poderes alienígenas y también proteger allí el espacio de los Banshees, una raza extraterrestre desconocida y misteriosa que existe en otra dimensión y que por razón desconocida ataca mortalmente desde esa dimensión el espacio normal para luego desaparecer sin dejar rastro. Todo esto es una tarea nada fácil para ellos.
El capitán John Boon dirige una unidad de los Space Rangers en la frontera. Esa unidad está estacionada en Fort Hope en el planeta fronterizo Avalon. Con su tripulación y su nave Ranger 377 es enviado a misiones correspondientes desde ese lugar que son ordenadas por la Comandante Chennault. Su tripulación son Zylyn, Jojo Thorsen, Doc Kreuger y Daniel Kincaid.

## Reparto
- Jeff Kaake - Capitán John Boon
- Cary-Hiroyuki Tagawa - Zylyn
- Marjorie Monaghan - Jojo Thorsen
- Jack McGee - Doc Kreuger
- Danny Quinn - Daniel Kincaid
- Clint Howard - Dr. Mimmer
- Linda Hunt - Comandante Chennault
- Gottfried John - Coronel Erich Weiss

## Recepción
La serie tuvo poca audiencia en los Estados Unidos. Por ello la serie no fue continuada aunque fue muy popular internacionalmente. Los críticos culpan a la CBS por el fracaso al no haber estrenado la serie cronológicamente y por haberla estrenado el míercoles, un día laboral.